# 鎌田久子
鎌田久子（かまた ひさこ、1925年〈大正14年〉5月10日 - 2011年〈平成13年〉1月17日）は、日本の民俗学者。成城大学名誉教授。
静岡県磐田郡天竜村（後の磐田市）生まれ。実践女子専門学校卒、国学院大学卒。柳田國男に師事、柳田の秘書も務めた。南方熊楠賞（1990年制定）では選考委員を務めた。2003年には「南方二書」の原本を発見した。
2011年1月17日、卵巣がんにより死去。

## 著書
- タイムライフブックス編集部 編『日本の行事料理』タイムライフブックス、1974年。
- タイムライフブックス編集部 編『日本の行事料理の作り方』タイムライフブックス、1974年。
- 鎌田久子『女の庶民史』青娥書房、1980年。
- 鎌田久子『女の力 : 女性民俗学入門』青娥書房、1990年。ISBN 4790601269。
- 鎌田久子『日本人の子産み・子育て : いま・むかし』勁草書房、1990年。ISBN 4326798661。